# Spitzfuß
Ein Spitzfuß ist eine Fehlbildung des Fußes, die durch einen Hochstand der Ferse gekennzeichnet ist. Der Fuß ist in Beugung (Plantarflexion) im oberen Sprunggelenk fixiert. Der alternative Name Pferdefuß (Pes equinus) stammt daher, dass die Fersen beim Gehen nicht auf den Boden aufgesetzt werden können.

## Ursachen
Er entsteht aufgrund einer Vielzahl von Ursachen und kann angeboren oder erworben sein. Die Achillessehne kann sich dabei dauerhaft verkürzen, woraufhin normales Gehen nicht mehr möglich ist. Die Betroffenen müssen dann „auf Zehenspitzen“ gehen. Betroffen sind beispielsweise bettlägerige Menschen, speziell aber Träger von Thomasschienen, in der Regel Kinder, die Morbus Perthes haben. Der Spitzfuß kann auch Teil einer Klumpfuß-Deformität sein. Der Spitzfuß ist auch eine der häufigsten Formen einer Kontraktur bei alten Menschen und spielt in der Pflegeassistenz eine große Rolle. Beim so genannten spastischen Spitzfuß wird die Fehlstellung durch dauerhafte Tonuserhöhung (d. h. Verkrampfung / Muskelverspannung) der Wadenmuskulatur verursacht: Die u. a. für die Plantarflexion zuständigen Muskeln – Musculus gastrocnemius und Musculus soleus – fixieren den Fuß in der Spitzfußstellung. In diesem Fall liegt der Deformität also eine neurologische Erkrankung, die mit einer Spastik einhergeht (z. B. Infantile Zerebralparese), zugrunde. Eine weitere neurologische Ursache kann eine schlaffe Lähmung der Extensorenmuskeln des Unterschenkels sein (Peroneuslähmung), die dann den Fuß beim Gehen nicht mehr heben können.
Die Diagnose erfolgt klinisch; eine wichtige Rolle spielt dabei das Gangbild des Patienten.

## Behandlung
Eine Behandlung ist notwendig, um Folgeschäden des Skeletts zu vermeiden. Dazu stehen verschiedene konservative (Krankengymnastik, Orthesen, Botulinumtoxininjektionen in den Wadenmuskel) und operative Behandlungsmöglichkeiten (Verlängerung der Achillessehne oder des Wadenmuskels, Neurotomie des Nervus tibialis bei spastischem Spitzfuß) zur Verfügung.